# رابرت هیچنس
رابرت هیچنس (انگلیسی: Robert Hichens؛ ۱۴ نوامبر ۱۸۶۴ – ۲۰ ژوئیه ۱۹۵۰) روزنامه‌نگار، رمان‌نویس، ترانه‌سرا، منتقد موسیقی و نویسنده داستان‌های کوتاه اهل بریتانیا بود. او بابت نگارش نمایش طنز «دهه نود سرزنده» شهرت دارد.
وی در کالج کلیفتون و کالج سلطنتی موسیقی تحصیل کرد و در آغاز می‌خواست موسیقی‌دان شود. کمی بعد به‌عنوان  منتقد موسیقی در هفته‌نامهٔ بریتانیایی «وُرلد» مشغول به‌کار شد و جایگزین جورج برنارد شاو گردید.
از فیلم‌هایی که وی در آن‌ها نقش داشته‌است، می‌توان به برده و پرونده پاراداین اشاره نمود.